# Alimentation en Grèce antique

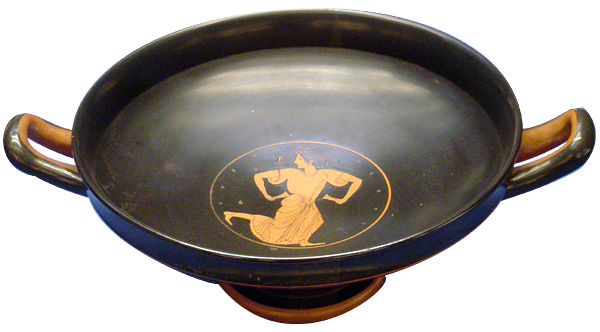
Kylix, type de vase à boire le plus fréquent en Grèce antique, v. 500 av. J.-C., British Museum.

Le régime alimentaire des Grecs anciens se caractérise par sa frugalité, reflet de conditions difficiles pour l'agriculture grecque. Il se fonde sur la « triade méditerranéenne » : blé, huile d'olive et vin.
Les céréales constituent la base de l'alimentation grecque. Il s'agit principalement de blé dur, d'épeautre et d’orge. Le blé est réduit en gruau et employé en bouillie ou moulu en farine pour fabriquer du pain ou des galettes. L'orge sert le plus souvent à fabriquer la maza, le plat de base grec. Les paysans ne cuisent au four que les pâtes de froment servant à la confection de galettes de consommation courante, galettes mises dans des moules et séchées. Les céréales sont souvent servies avec des légumes (choux, épinard, oignons, laitue, radis, lentilles, fèves ou encore pois chiches). La consommation de poisson, de viande et de miel varie suivant la fortune de la maisonnée : seuls les riches en disposent régulièrement, mais pas en abondance. En revanche, les Grecs consomment beaucoup de produits laitiers, et surtout du fromage. L’expression « ne manger que de l'orge » est ainsi l’équivalent du français « être au pain sec et à l’eau »[source secondaire nécessaire]. Le beurre est connu, mais on lui préfère l'huile d'olive. La nourriture s'accompagne de vin (rouge, blanc ou rosé) étendu d'eau et parfois aromatisé.
L’alimentation des Grecs antiques est connue par des sources à la fois littéraires et artistiques : les comédies d'Aristophane et les extraits d'œuvres préservées par le grammairien Athénée d'une part, les vases peints et les figurines en terre cuite d'autre part.

## Grèce archaïque
La balanophagie, soit la consommation des fruits du chêne, dans la Grèce antique, pratique alimentaire confirmées par l'archéologie, est étroitement associée à l'histoire de sa fondation, et se retrouve par la suite illustrée dans la poésie et les arts, pendant et après l'Antiquité. Plus particulièrement le gland fait référence à l'âge d'or mythique qui apparaît dans la mythologie grecque puis la mythologie romaine. Cette période est suivie d'une période de décadence et se termine avec la domestication du blé, introduit par Cérès (Déméter). Les glands associés à l'Arcadie symbolisent par la suite la vie sauvage, par exemple par rapport au pain qui représentent la vie civilisée.
L'archéologie démontre que la période idéalisée, appelée âge d'or, décrit dans Les Travaux et les Jours d’Hésiode notamment, correspond effectivement à une période qui a précédé la Révolution néolithique. La Civilisation grecque n'est pas un produit du sol, elle a été importée. Les premiers peuples de la Grèce ne s'étaient pas sédentarisés, ce qui peut être aisément retrouvé dans la langue grecque et dans les écrits. Thucydide au commencement de son histoire, « rapporte que les premiers habitants de la Grèce étaient toujours en mouvement, en guerre les uns contre les autres, qu'ils ne connaissaient pas le commerce, ne possédaient aucune richesse; ils ne plantaient pas, incertains de savoir s'ils pourraient jouir du fruit de leur labeur. ». Lorsque les Grecs ont voulu asseoir leur histoire sur un passé lointain, antérieur à leur arrivée sur le sol grec, ils ont créé en Arcadie la population mythique et autochtone des Pélasges, et leur héros éponyme, Pélasgos, à qui on attribue un certain nombre d'« inventions ».  Pélasgos, suivant la légende, le premier de sa race, apprend aux hommes l'art de se construire des huttes grossières, de se vêtir de peaux de bêtes, la substitution du fruit du chêne aux feuilles et aux plantes sauvages dont ils faisaient auparavant leur alimentation.

## Repas

### En famille

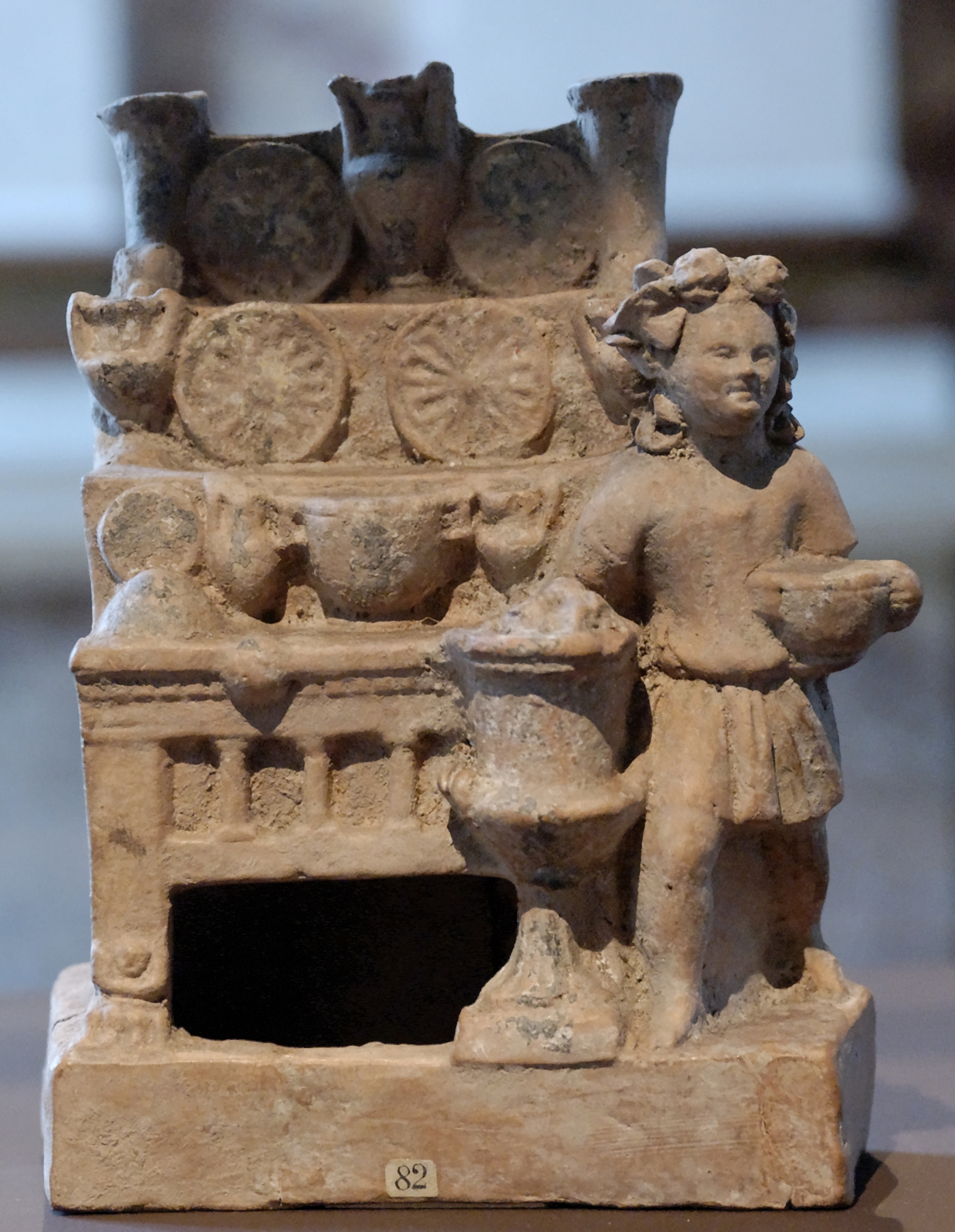
Enfant devant un présentoir à vaisselle de banquet,, musée du Louvre.

Les Grecs font trois repas par jour :
- Le premier, froid, (ἀκρατισμός / akratismós) est composé de pain d'orge trempé dans du vin pur (ἄκρατος / ákratos), éventuellement agrémenté de figues entre autres fruits ; fromage et olives[4].
- Le second (ἄριστον / áriston)[5], sommaire, est pris vers midi ou au début de l'après-midi[6].
- Le troisième (δεῖπνον / deĩpnon), le plus important de la journée, a généralement lieu à la nuit tombée.

Il peut s'y ajouter un goûter (ἑσπέρισμα / hespérisma) en début de soirée ; l'ἀριστόδειπνον / aristódeipnon, littéralement un déjeuner dînatoire, peut être servi tard dans l'après-midi à la place du dîner.[source secondaire nécessaire]
Lors des repas et des banquets, les femmes sont rares et se tiennent dans la plus grande réserve et le silence. Il est d'usage qu'elles sortent lorsque les convives masculins, ayant fini de manger, se livrent à la conversation libre. Il semble que, dans la plupart des cas, les femmes prennent leurs repas à part dans une autre pièce. Si la taille de la maison ne le permet pas, les hommes mangent les premiers, les femmes passant à table une fois que ces derniers ont terminé leur repas. Les esclaves assurent le service ; eux aussi mangent à part, et souvent les restes. Dans les familles les plus pauvres, ce sont les femmes et les enfants, s'il faut en croire Aristote, qui pallient le manque d'esclaves[source secondaire nécessaire].
L'usage de déposer dans des tombes de petits modèles en terre cuite représentant des pièces du mobilier permet aujourd'hui d'avoir une bonne idée des meubles grecs. Les Grecs ordinaires mangent assis sur des tabourets à des tables, hautes pour les repas ordinaires, basses pour les banquets, et d'abord de forme rectangulaire. Les banquettes sur lesquelles on s'étend sont réservées aux banquets ou aux aristocrates. Au IVe siècle av. J.-C., la table habituelle prend une forme ronde, souvent à pieds zoomorphes (par exemple en forme de pattes de lion)[réf. souhaitée].
Les galettes de pain peuvent servir d'assiette, mais les écuelles en terre cuite ou en métal sont plus courantes. La vaisselle se raffine au fil du temps et l'on trouve des assiettes en matériaux précieux ou en verre pendant l'époque romaine. Les couverts sont peu utilisés à table : l'usage de la fourchette étant inconnu, on mange avec les doigts en s'aidant d'un couteau pour la viande et d'une cuillère semblable aux cuillères occidentales contemporaines, pour les soupes et bouillies. Des morceaux de pain (ἀπομαγδαλία / apomagdalía) peuvent être utilisés pour se saisir de la nourriture ou, en guise de serviettes, pour s'essuyer les doigts,[source secondaire nécessaire].

### En société

#### Banquets
Le συμπόσιον / sympósion — traditionnellement traduit par « banquet », plus littéralement « réunion de buveurs » — est l’un des « loisirs » préférés des Grecs.

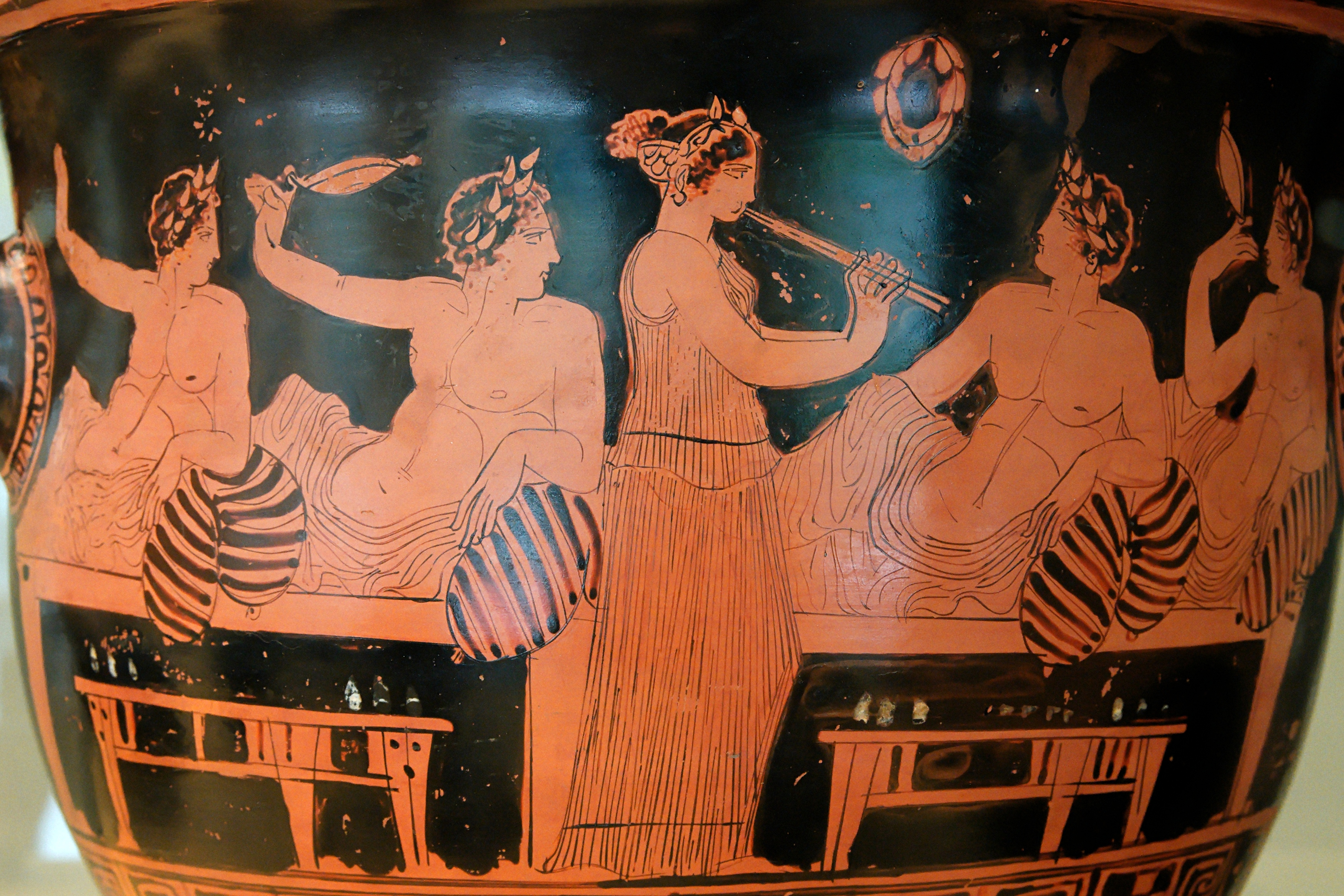
Banqueteurs jouant au cottabe pendant qu'une musicienne joue de l'aulos, cratère en cloche du Peintre de Nicias (Musée national archéologique de Madrid).

L'histoire des banquets publics (repas et symposion) montre de grandes différences entre, par exemple, le banquet aristocratique archaïque (du VIIIe au VIe siècle) et le banquet public organisé par la cité ou les évergètes dans les cités hellénistiques. Dans tous les cas, cependant, comme le dit J.-P. Vernant « il y a des formes et des degrés divers de sacré, plutôt qu'une polarité sacré-profane » et le religieux est présent autant dans le repas que dans le symposion. Enfin, le fait de manger et boire ensemble fonde la communauté civique.
Le lieu le plus fréquent est le sanctuaire du dieu en l'honneur duquel se font les sacrifices, dans le hieron ou le temenos. La plupart des sanctuaires attiques, recevaient des banquets publics. Le lieu du symposion était aussi, souvent, situé au cœur de la cité : à Thasos sur un côté de l'agora archaïque, à Athènes le prytanée ne sert, au début du Ve siècle, qu'au banquet des prytanes, et la stoa sud comportait des salles de banquet pour 500 lits de table. Sur l'Acropole, la Pinacothèque pouvait être aménagée pour recevoir 17 lits (entre 440 et 430), tout ceci pour les « officiels »[réf. nécessaire]. Dans le quartier du Céramique, le Pompeion, de la fin du Ve siècle, et ses abords pouvaient recevoir les masses lors des banquets publics. Cependant d'autres espaces pouvaient convenir en certaines occasions. « Ainsi un bienfaiteur à Metropolis a fait lors des jours bachiques une hestiasis pour le dèmos « dans la montagne », ce qui n'est guère surprenant dans une fête en l'honneur de Dionysos ».
Le symposion comprend deux parties : la première est consacrée à la nourriture, généralement assez simple, et la seconde à la boisson. En réalité, on consomme également du vin avec le repas, et les boissons sont accompagnées des τραγήματα / tragếmata ou friandises à grignoter : châtaignes, fèves, grains de blé grillés ou encore gâteaux au miel, chargés d'absorber l'alcool et de prolonger la beuverie. Certains banquets font d'ailleurs partie de rituels qui en manifestent la dimension « sacrée »[réf. nécessaire].
La seconde partie est inaugurée par une ou plusieurs libations, un péan ou une simple prière, généralement en l’honneur de Dionysos. Puis l’on discute ou l’on joue à divers jeux de table, comme le cottabe — en effet, les convives sont allongés sur des banquettes. Des danseuses, des acrobates et des musiciens de location peuvent agrémenter la soirée. Le philosophe péripatéticien Théophraste montre dans ses Caractères le propriétaire d’un esclave qui a loué des filles, musiciennes et danseuses qui peuvent assurer tous les plaisirs des convives[source secondaire nécessaire].
Un « roi du banquet », tiré au sort, est chargé d'indiquer aux esclaves la proportion à observer entre le vin et l'eau dans la préparation de la boisson. Le chant ou la prière sont assez libres de composition ; la libation est composée d'une partie offerte à Zeus et aux dieux olympiens, une deuxième offerte au bon démon, et la troisième à Hermès. Une coupe est remplie, qui passe de main en main chez les participants qui formulent une prière. Les libations obéissent à certaines règles : le nombre de libations par personne n'est pas limité, mais l'invocation ne va pas sans la libation. Après le repas et avant la beuverie, on couvre la tête des participants de bandelettes ou de couronnes de rubans. Théophraste montre dans ses Caractères un avare qui fait une petite libation, et de surcroît compte le nombre de coupes vidées, puis se plaint du prix des bandelettes et autres rubans (les objets rituels nécessaires s'échangeaient)[source secondaire nécessaire].
Ces banquets sont strictement réservé aux hommes — à l'exception des danseuses et des courtisanes, les femmes se devaient de rester entre elles[réf. nécessaire] : dans Le Banquet de Platon, Éryximaque prie la joueuse d'aulos de rejoindre les femmes de la maison dans la pièce qui leur est réservée [source secondaire nécessaire]; celle qui se mêle aux hommes est vue comme une esclave, comme tout sauf de condition libre, passible d'attaque en justice — le banquet est un élément essentiel de la sociabilité grecque. Il peut être organisé à l'instigation d'un particulier conviant ses amis ou sa famille. Il peut également rassembler, de manière régulière, les membres d'une association religieuse ou d'une hétairie (sorte de club aristocratique). Les grands banquets sont l'apanage des plus riches, mais dans la plupart des foyers grecs, les fêtes religieuses ou les événements familiaux sont l'occasion de banquets plus modestes[réf. nécessaire].
Le philosophe péripatéticien Hippoloque de Macédoine, ami et condisciple de Lyncée de Samos, lui a écrit une lettre au sujet d'un banquet de mariage auquel il a été convié :[source secondaire nécessaire] on sert du vin, puis un pain d'égale largeur, des poules, des canards, du pigeon (ramier), etc. Chacun ayant pris ce qu'on lui présente, le donne avec le plat aux esclaves ; on présente aussi à la ronde nombre d'autres différents mets. Ce service est suivi d'un autre, incluant un grand pain, des oies, des lièvres, des chevreaux, des tourtereaux, des perdrix. Les mêmes mets sont aussi donnés aux esclaves. Après avoir pris assez de nourriture, les invités se lavent les mains, et des joueuses de flûtes, des musiciens et des harpistes rhodiennes couvertes d'un voile entrent. Elles se retirent après un court début : aussitôt il en paraît d'autres, portant chacune deux pots de parfum. On sert ensuite à chacun, pour souper, un plat contenant un très gros cochon rôti. Hippoloque mentionne des grives rôties, des becfigues où l'on avait versé des jaunes d'œufs, des huîtres, des pétoncles. « Le cochon fut suivi d'un autre chevreau bouillant dans la sauce sur un autre plat. Dès que nous fûmes débarrassés de ce monde, nous nous mîmes à boire. »[source secondaire nécessaire]
La dernière partie du banquet, celle consacrée à la beuverie, est également prétexte à la danse ; inviter une danseuse sans être au moins éméché est très mal vu en société ; l'ivresse doit servir de prétexte [source secondaire nécessaire].
Le banquet a servi de cadre à une littérature de genre : Le Banquet de Platon, Le Banquet de Xénophon, les Propos de table de Plutarque ou encore le Banquet des Deipnosophistes d’Athénée.[source secondaire nécessaire]

#### Syssities
Les syssities (τὰ συσσίτια / tà syssítia) sont des repas obligatoires pris en commun dans le cadre de groupes sociaux ou religieux rassemblant hommes et jeunes gens. Ils concernent principalement la Crète et Sparte et prennent le nom d’hetairia, pheiditia, ou andreia. Ils fonctionnent comme des clubs aristocratiques et comme un mess militaire. Comme les banquets, les syssities sont le domaine exclusif des hommes ; quelques références[Lesquelles ?] décrivent également des syssities exclusivement féminines. Au contraire des banquets, cependant, les repas se caractérisent par la simplicité et la tempérance.[réf. nécessaire]

### Pain

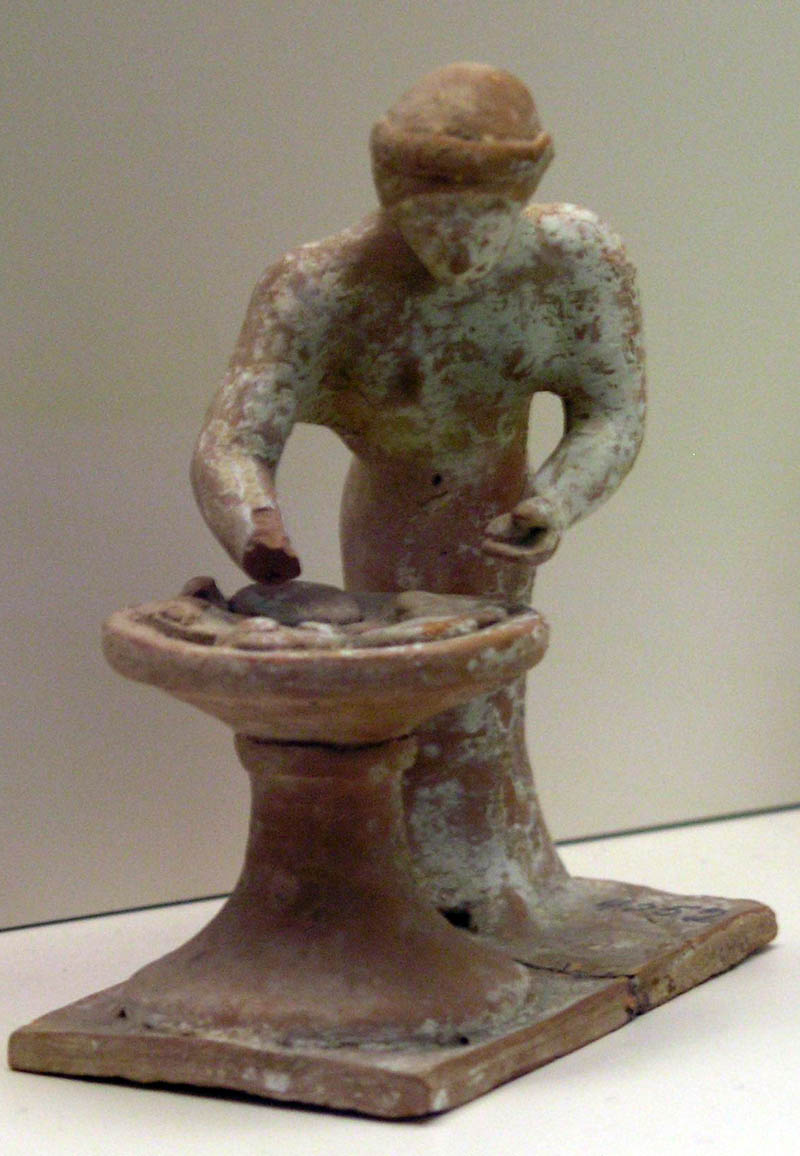
Femme pétrissant de la pâte à pain, v. 500-475 av. J.-C., Musée national archéologique d'Athènes.

Les céréales (σῖτος / sĩtos) constituent la base de l'alimentation grecque. Il s'agit principalement de blé dur (πύρος / pýros), d'épeautre (ζειά / zeiá) et d'orge (κριθαί / krithaí). Mondé par trempage, le blé peut être transformé de deux manières principales : réduit en gruau, il sera employé en bouillie ; moulu en farine (ἀλείατα / aleíata) et pétri, il sert à fabriquer du pain (ἄρτος / ártos) ou des galettes, simples ou mélangées à du fromage ou du miel. Le levain est connu ; à partir de l'époque romaine, les Grecs utilisent un composé alcalin  ou de la levure de vin comme agent levant. Les pâtons sont cuits à la maison dans un four en argile (ἰπνός / ipnos) surélevé par des pieds. Une technique de cuisson plus rustique consiste à déposer des charbons ardents sur le sol en terre et de recouvrir le tas d'un couvercle en cloche (πνιγεὐς / pnigeus) ; quand le sol est suffisamment chaud, on pousse les charbons sur le côté, on dépose les pâtons et le couvercle est remis en place, sous les charbons. Le four en pierre n'apparaît qu'à l'époque romaine. D'après une prescription de Solon, législateur athénien du VIe siècle av. J.-C., le pain de froment doit être réservé aux jours de fête. Cependant, dès l'époque classique et pour peu qu'on en ait les moyens, on le trouve tous les jours chez la boulangère, profession qui apparaît à Athènes au Ve siècle[réf. nécessaire].
L'orge est plus facile à produire mais peu panifiable. Elle donne des pains nourrissants mais très lourds. De ce fait, elle est plutôt grillée puis moulue pour donner une farine (ἄλφιτα / álphita), laquelle sert à fabriquer (le plus souvent sans cuisson puisque les grains ont déjà été grillés) la μᾶζα / mãza, le plat de base grec, comme le souligne le surnom de « mangeurs d'orge » dont les Romains affublaient les Grecs. Dans la Paix, Aristophane emploie l'expression ἔσθειν κριθὰς μόνας, littéralement « ne manger que de l'orge », équivalent du français « être au pain sec et à l'eau »[source secondaire nécessaire]. Nous connaissons plusieurs recettes de la maza : elle peut être servie cuite ou crue, sous forme de bouillie, de boulettes ou de galettes. Là encore, la maza peut être agrémentée de fromage ou de miel.

### Fruits et légumes

#### Légumes
Les céréales sont souvent servies avec un accompagnement appelé génériquement ὄψον / ópson. Le mot désigne d'abord tout ce qui se prépare sur le feu, et par extension tout ce qui accompagne le pain[source secondaire nécessaire]. À partir de l'époque classique, il s'agit de poisson et de légumes : choux, oignons, lentilles, fèves, différentes espèce de gesses, vesces ou encore pois chiches[source insuffisante]. Ils sont servis en soupe, bouillis ou en purée (ἔτνος / étnos), assaisonnés d'huile d'olive, de vinaigre, de garum (γάρον / gáron) — sauce de poisson proche du nuoc mam vietnamien — et d'herbes. S'il faut en croire Aristophane[source secondaire nécessaire], la purée est l'un des plats favoris d'Héraclès, toujours représenté comme un goinfre dans la comédie. Les plus pauvres consomment couramment des glands de chêne (βάλανοι / bálanoi). Les olives sont une garniture fréquente, qu'elles soient crues ou confites.
En ville, les légumes frais sont chers et peu consommés : les citadins peu fortunés se rabattent sur les légumes secs. La soupe de lentilles (φακῆ / phakễ) est le plat typique de l'ouvrier,. Les rations militaires typiques contiennent de l'ail, des oignons et du fromage. Aristophane évoque ainsi le « rot de mangeur d'oignon » typique du soldat[source secondaire nécessaire] ; ailleurs, le chœur chante la paix et sa « joie d'être délivré du casque / du fromage et des oignons »[source secondaire nécessaire].

#### Fruits
Les fruits, frais ou secs, sont mangés en dessert. Ce sont principalement les figues, les grenades, les noix et noisettes. Les figues sèches sont également consommées en apéritif, en buvant du vin. Dans ce cas, elles sont souvent accompagnées de graines de lupin, de châtaignes, de pois chiches ou de faines grillées. La présence de figues carbonisées, près des restes de raisin, laisse supposer qu'elles ont servi d'adjuvant sucré pour camoufler l'amertume du jus des vignes sauvages.[réf. nécessaire]

### Viande

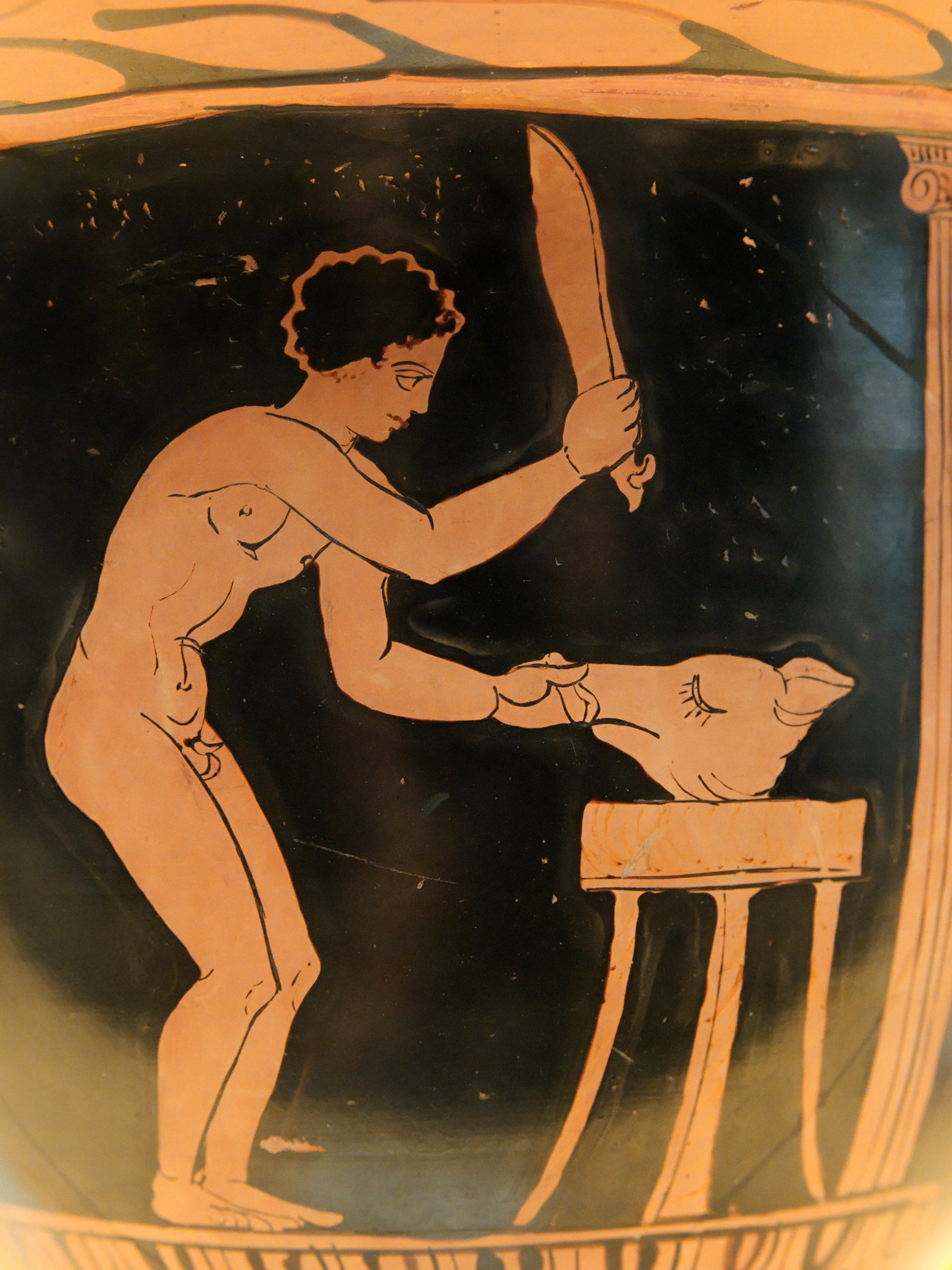
Un jeune homme prépare une tête de cochon après le sacrifice - on voit les colonnes du temple à droite - cratère en cloche du Peintre de Tarporley, v. 360-340 av. J.-C., Musée archéologique national de Madrid.

Manger de la viande est chose rare, sauf aux fêtes ou autres banquets. La consommation de poisson et de viande varie suivant la fortune de la maisonnée mais aussi son implantation : à la campagne, la chasse (principalement le piégeage pour les plus pauvres) permet de consommer du lièvre et des oiseaux. Les paysans possèdent également des basses-cours les fournissant en poulets et en oies ; les propriétaires un peu aisés ou riches pratiquent un élevage d'appoint de chèvres, porcs et moutons, et les chasseurs s'offrent le produit de leurs prises : sangliers, cerfs. À la ville, les viandes sont chères, à l'exception de la viande de porc : à l'époque d'Aristophane, un cochon de lait coûte trois drachmes[source secondaire nécessaire], soit trois jours de travail d'un ouvrier de chantier public[réf. nécessaire]. Les riches comme les pauvres consomment des saucisses. Des boudins faits d'estomac de chèvre bourrés de graisse et de sang sont déjà mentionnés dans l'Odyssée[source secondaire nécessaire].
La civilisation mycénienne pratiquait l'élevage de bovins pour leur viande. Au VIIIe siècle av. J.-C. encore, Hésiode décrit son idéal de festin campagnard :
« puissé-je avoir l'ombre d'une roche, du vin de Byblos, une galette bien gonflée et du lait de chèvres qui ne nourrissent plus, avec la chair d'une génisse qui a pris sa pâture au bois et n'a pas encore vêlé ou d'agneaux d'une première portée »[source secondaire nécessaire].
La viande est beaucoup moins mentionnée dans les textes de l'époque classique que dans la poésie archaïque ; il est possible que cette évolution ne reflète pas une évolution des habitudes de consommation, mais seulement les codes de chaque genre littéraire[réf. nécessaire].
La consommation de viande a principalement lieu à l'occasion des sacrifices religieux qui donnent lieu à des festins civiques : la part des dieux (graisse, fémurs et viscères) est brûlée alors que la part des hommes (viande) est grillée et distribuée aux participants. Il existe parallèlement un commerce florissant de viandes cuites ou salées, qui semblent elles aussi être issues de sacrifices. La technique bouchère grecque a ceci de particulier que l'animal n'est pas découpé suivant le type de morceau, mais en portions de poids égal : chacune d'entre elles peut donc être composée presque entièrement de graisse et d'os ou au contraire seulement de viande, et mêler morceaux à braiser, rôtir, bouillir ou griller. Un passage de comédie illustre les problèmes que la pratique suscite :
« Chairéphon achetait un jour de la viande ; le boucher, dit-on, lui en coupa par hasard un morceau très osseux. Il lui dit : « Boucher, ne compte pas l'os », ce à quoi celui-ci répondit : « Mais la viande est tendre : on dit qu'elle l'est quand elle est près de l'os. » Et Chairéphon de dire : « Soit, cher ami, mais son poids supplémentaire me chagrine, où qu'il se trouve. »,
En Crète, les meilleures parts sont allouées aux citoyens particulièrement sages ou bons guerriers ; dans d'autres cités, comme Chéronée, les portions sont tirées au sort, ce qui donne à chacun une chance égale d'obtenir un bon ou un mauvais morceau[source secondaire nécessaire]. Par conséquent, un Grec achetant sa viande au marché ne peut guère choisir qu'entre les abats et la viande à proprement parler : aucune source n'en montre commandant une côtelette ou un gigot.
Les Spartiates se nourrissent principalement d'un ragoût de porc, le brouet noir (μέλας ζωμός / mélas zômós). Plutarque indique que « parmi les plats, celui qu'ils apprécient le plus est le brouet noir ; c'est au point que les vieillards ne demandent même pas de viande ; ils la laissent aux jeunes et font leur dîner du brouet qu'on leur verse. »[source secondaire nécessaire] C'est pour les Grecs un véritable sujet de curiosité. « Bien sûr que les Spartiates sont les plus courageux de tous les hommes », plaisante un Sybarite, « n'importe quel homme de bon sens préférerait mourir mille morts plutôt que de mener une si pauvre vie. »[source secondaire nécessaire] Le plat est composé de viandes rôties de chèvre et porc, de sel, de vinaigre et de sang. Il est complémenté de maza, de figues et de fromage et parfois gibier ou de poisson[source secondaire nécessaire]. Élien, auteur du IIe-IIIe siècle, prétend que Sparte défend à ses cuisiniers de savoir préparer autre chose que de la viande[source secondaire nécessaire].

### Poisson

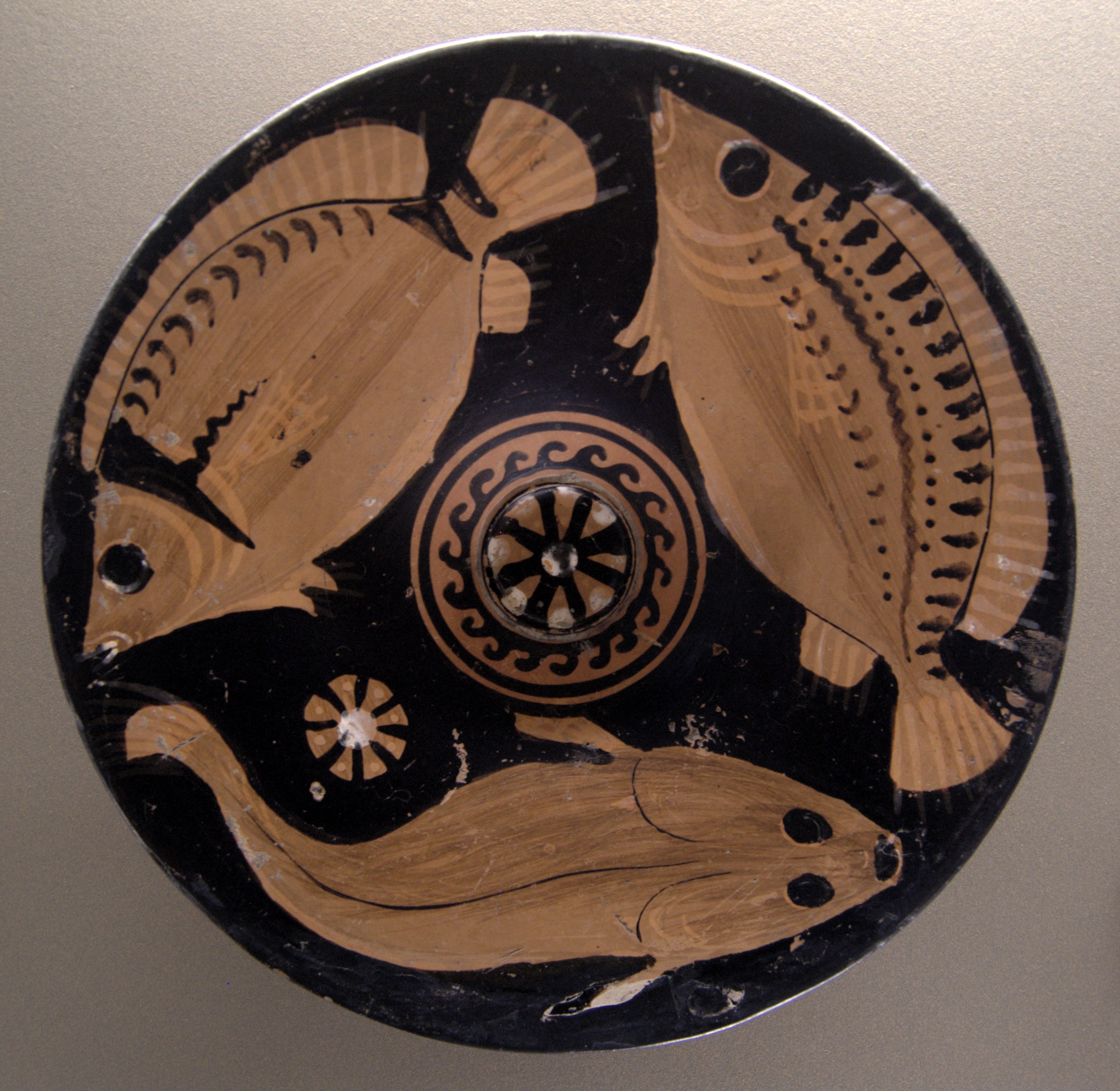
Le poisson frais, l'un des plats préférés des Grecs, plat à figures rouges, v. 350--325, musée du Louvre.

L'attitude des Grecs face au poisson varie suivant l'époque. Comme le remarquent les Grecs eux-mêmes, on ne mange pas de poisson dans l’Iliade, mais des viandes rôties, ce que Platon explique par l'austérité des mœurs de l'époque[source secondaire nécessaire]. Il semble qu'au contraire, le poisson ait alors été perçu comme la nourriture des pauvres. L’Odyssée évoque bien que les compagnons d'Ulysse mangent du poisson, mais uniquement parce qu'ils sont affamés après être passés par Charybde et Scylla et parce qu'ils doivent se nourrir de ce qui leur tombe sous la main[source secondaire nécessaire].
Au contraire, à l'époque classique, le poisson devient un mets de luxe, recherché par les plus fins gourmets et suscitant, à l'époque hellénistique, des traités spécialisés, comme celui de Lyncée de Samos sur L'Art d'acheter du poisson pour pas cher[réf. incomplète]. Tous les poissons ne se valent pas : une stèle de la fin du IIIe siècle av. J.-C. provenant de la petite cité béotienne d'Akraiphia, sur le lac Copaïs, fournit une liste de poissons et de leurs prix respectifs, probablement pour protéger les consommateurs d'augmentations excessives[réf. incomplète] : le moins cher est le skaren (sans doute du perroquet de mer), tandis que la ventrèche de thon coûte trois fois plus cher. Le poète Ériphos, dans sa pièce Mélibée, range les seiches avec la ventrèche de thon, la tête de loup et le congre au rang des mets dignes des dieux, et que les pauvres ne peuvent pas s'offrir[source secondaire nécessaire].
Les convives du banquet mis en scène par Athénée aux IIe – IIIe siècle consacrent une grande partie de leur conversation à des considérations œnophiles et gastronomiques. Ils discutent des mérites comparés de tels vins, légumes ou viandes ; évoquent des plats renommés (seiches farcies, ventrèche de thon, écrevisses de mer, laitues arrosées de vin au miel) et grands cuisiniers comme Sotéridès, cuisinier du roi Nicomède Ier de Bithynie (IIIe siècle av. J.-C.). Alors que son maître, en pleines terres, se languit d'anchois, il lui en sert des imitations : des raves femelles soigneusement découpées en forme d'anchois, huilées, salées et saupoudrées de graines de pavot noires. Cet exploit de cuisinier, la Souda, encyclopédie byzantine, l'attribue par erreur au gourmet romain M. Gavius Apicius (Ier siècle av. J.-C.)[réf. nécessaire].
Au plus bas de l'échelle, les sardines, les anchois et autre menu fretin constituent l'ordinaire des citoyens athéniens. Parmi les autres poissons de mer courants, on peut citer le thon blanc, le rouget, la raie, l'espadon ou encore l'esturgeon, mets de choix consommé salé. Le lac Copaïs est lui-même célèbres par les anguilles que l'on y trouve, renommées dans toute la Grèce et chantées par le héros des Acharniens[réf. nécessaire]. Parmi les autres poissons d'eau douce, on peut citer le brochet, la carpe ou le peu apprécié poisson-chat. Les Grecs apprécient également les œufs de poisson et fruits de mer : coquillages, seiches (σηπία), poulpes et calmars sont frits ou grillés et servis comme amuse-gueule, comme accompagnements ou dans les banquets quand ils sont de petite taille ; des oursins ; les spécimens de grande taille relèvent du répertoire de la grande cuisine. Seiches et poulpes sont des cadeaux traditionnels lors de la fête des Amphidromies, lorsque les parents nomment leur enfant[source secondaire nécessaire]. S'agissant des coquillages, on peut probablement reconnaître dans ceux que citent les sources le bulot, la moule, la grande nacre, l'ormeau, la palourde, la patelle, le pétoncle ou praire ou encore le troque. Galien est le premier à mentionner la consommation de l'huître crue, ; le crabe, le homard, la langoustine, la cigale de mer sont appréciés. L'oursin est davantage connu le long des côtes.
Le poisson est issu d'une pêche le plus souvent individuelle, très près des côtes et très artisanale, voire à la main[réf. incomplète]. Si l'on peut supposer l'existence de criées, la plus grande partie de la pêche semble être vendue sur les marchés des cités, sur des étals spécialisés[réf. incomplète]. Le poisson se présente souvent sous forme salée. Le procédé est surtout courant pour les petits poissons : l'expression « moins cher que le poisson saur » désigne un bien extrêmement commun et très bon marché[source secondaire nécessaire]. Il est également appliqué aux poissons gras — bonite, thon, maquereau, ange de mer, esturgeon — et même aux crabes et aux oursins[réf. incomplète].

### Œufs et fromage
Les Grecs élèvent des canards, des oies, des cailles et des poules en partie pour leurs œufs. Certains auteurs louent également les œufs de faisan et d'oie[source secondaire nécessaire]. Les oiseaux dans le commerce, chez un boucher, sont vivants et tués à la demande[source secondaire nécessaire], mais on peut supposer qu'ils étaient assez rares[réf. nécessaire]. Les œufs sont consommés durs ou à la coque en tant que hors-d'œuvre ou inversement, comme desserts, ou encore gobés[source secondaire nécessaire]. Ils sont également employés, sous forme de blancs, de jaunes ou entiers, dans la fabrication de certains plats.
Le lait (γάλα / gála) est bu par les paysans mais n'est quasiment pas employé en cuisine. Le beurre (βούτυρον / boútyron) est connu mais lui aussi peu employé : les Grecs considèrent son usage comme une caractéristique des Thraces, qu'ils considèrent volontiers comme des rustres incultes ; le poète comique Anaxandridès les surnomme les « mangeurs de beurre »[source secondaire nécessaire]. En revanche, les Grecs apprécient les produits laitiers. On sert comme friandise ce qui devait ressembler à du yaourt, le πυριατή / pyriatế[source secondaire nécessaire]. Surtout, le fromage (τυρός / tyrós), de chèvre ou de brebis, est un aliment de base. On le vend dans des boutiques distinctes suivant qu'il est frais ou non, le premier coûtant environ les deux tiers du prix du second. On le mange seul ou en mélange avec du miel ou des légumes. Il entre également, comme ingrédient, dans la préparation de bon nombre de plats, y compris de poisson. L'unique recette préservée du cuisinier sicilien Mithécos (Ve siècle av. J.-C.) indique ainsi : « cépole : videz, enlevez la tête, rincez et levez les filets ; ajoutez de l'huile et du fromage »[source secondaire nécessaire]. Cependant, cette utilisation du fromage est controversée : Archestrate avertit ses lecteurs que les cuisiniers siciliens gâchent le bon poisson en y ajoutant du fromage[réf. nécessaire].

### Le miel
Dans la Grèce antique, une ancienne coutume était d’offrir du miel aux dieux et aux esprits de la mort, le miel servait à honorer les dieux mais aussi les héros, les vainqueurs, ainsi que les athlètes qui ne pénétraient jamais un state ou une arène sans avoir consommé du miel.
Selon la mythologie, les abeilles avaient secrètement enlevé Zeus lorsqu’il était enfant de la grotte du mont Ida où il avait été confié aux curètes et aux nymphes pour le protéger de son père, Cronos, qui avait la fâcheuse tendance de dévorer ses enfants dans le but de contrer la prophétie de Gaïa qu'un jour, l'un d'entre eux le détrônerait.
Dionysos et Apollon sont des dieux qui, eux, avaient été nourris avec le miel offert par les Muses, les déesses et les abeilles, c'est pourquoi la déesse Héra, qui représente la jeunesse, offre du miel aux dieux afin qu’ils évitent de vieillir. C’est également la raison pour laquelle, au cours de cérémonies funéraires, le mort emportait avec lui des gâteaux aux miel pour les offrir à Hadès, le Dieu des Enfers, afin que celui-ci lui procure la santé et le bien être dans l’au-delà.
L’importance du miel pour les Grecs est largement rapportée dans de nombreux textes classiques grecs comme dans l’Iliade et l’Odyssée d’Homère, Le Banquet des sophistes d’Athénée, ou encore dans les écrits philosophiques d’Aristote et de Démocrite.
Hippocrate qui est considéré comme le « père de la médecine » et a largement contribué à l’accroissement de l’utilisation du miel dans la médecine mais aussi l’alimentation il connaissait bien ses grandes valeurs nutritives, son goût doux et agréable ainsi que son fort pouvoir sucrant, il propage aussi l’idée que le miel possède des vertus bénéfiques pour la diététique et la thérapeutique.
Le miel a une grande importance sur le plan gastronomique, les Grecs ont élaboré de nombreuses recettes de plats sucrés et salés à base de miel, comme des gâteaux au miel par exemple qu’ils accompagnaient de vin également sucré au miel, mais le miel accompagnait également le maza : il s’agit d’une galette à base de farine d’orge qui constituait le plat de base dans la Grèce classique, ou encore utilisé comme ingrédient dans la recette des beignets aux sésames décrite par le médecin et physicien grec Galinos (129-99 av. J.-C.) . Ils ont aussi inventé des recettes de gâteaux faits de fromages mélangés au miel qui ont été décrits à la fin du Ve siècle par Euripide qui était un auteur grec classique, un des trois grands tragiques de l’Athènes classique qui considéré ses gâteaux aux fromages et au miel comme étant l’une des meilleurs choses que l’on ait fait.
Le miel était le premier édulcorant traditionnel utilisé par les grecs et ce depuis l’Antiquité, les Grecs l'appelaient « extrait d’ambroisie » qui dans la mythologie correspondait à la nourriture des dieux de l’Olympe et considéré comme une source d’immortalité et avec le temps le miel s’est imposé comme un ingrédient clé de l’identité nationale de la Grèce.
L’histoire de l’apiculture et la consommation de miel remonte à des milliers d’année et depuis l’Antiquité les Grecs lui accordent une grande valeur que ce soit d’un point de vue nutritionnelles mais ils lui attribuent aussi des propriétés divines. Des fouilles archéologiques le confirment ainsi que de nombreuses références mythologiques, on peut donc faire référence à la divinité Eros le Dieu de l’amour qui trempait ses flèches dans le miel avant de viser les hommes ou bien Hippocrate qui recommandait le miel aux malades.
Beaucoup plus tôt que l’huile d’olive, bien avant le vin, les Grecs sont tombés sous le charme du miel. Dans la Grèce antique, les abeilles ainsi que tous les produits dérivés avaient trouvé une place importante dans la culture gastronomique, médicinale et religieuse de la Grèce antique.
En Grèce, depuis l’Antiquité, les peuples des cités connaissaient parfaitement la valeur nutritionnelle du miel et de ses nombreux dérivés, ses bienfaits pour la santé toute en lui associant de nombreuses propriétés religieuses.
Dans les écrits d’Homère ainsi que dans l’Odyssée il fait mention d'un mélange de miel et de lait qui était considéré comme une boisson dynamisante (melikraton), il écrit que les orphelins de Pindare étaient nourris avec du fromage du miel et du vin par Aphrodite.
Dans les écritures antiques, Hésiode décrit des ruches sans trop de précisions. En revanche dans ses ouvrages, Aristote (322 av JC) apporte un véritable témoignage considéré comme important sur l’activité apicole dans la Grèce antique.

## Boissons

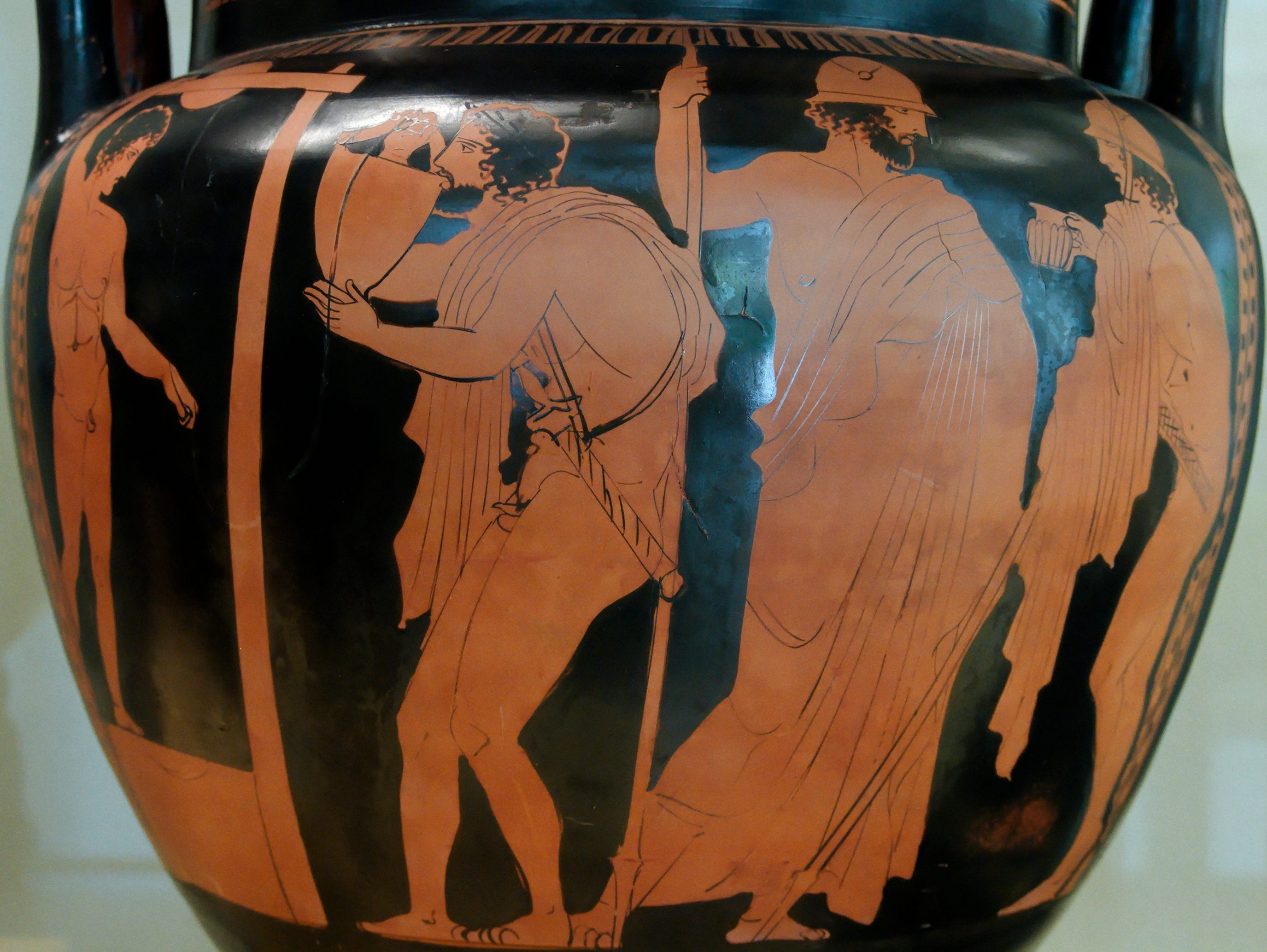
Soldats buvant de l'eau à un puits, Peintre de Naples, 450-430 av. J.-C., musée national archéologique de Madrid.

La boisson la plus répandue est évidemment l'eau. Aller chercher de l'eau est la corvée quotidienne des femmes. Elle est généralement recueillie dans un puits, même si on préfère l'eau « d'une source toujours coulante et jaillissante, qui n'est pas trouble ». L'eau est reconnue comme nourrissante — elle fait grandir les arbres et les plantes — mais aussi comme désirable. Pindare juge ainsi « agréable comme le miel » l'eau d'une fontaine[source secondaire nécessaire]. Les Grecs peuvent qualifier une eau de lourde, sèche, acide, douce ou dure, vineuse, etc. Un personnage du poète comique Antiphane[source secondaire nécessaire] jure qu'il reconnaîtrait entre toutes l'eau de l'Attique par son bon goût. Enfin, Athénée cite[source secondaire nécessaire] un certain nombre de philosophes réputés pour ne boire que de l'eau, habitude conjuguée à une alimentation végétarienne (cfr. ci-dessous). On boit aussi couramment du lait de chèvre et de l'hydromel[réf. nécessaire].
L'ustensile habituel pour boire est le skyphos, ustensile en bois, en terre cuite ou en métal. Le philosophe Critias préservé par Plutarque[source secondaire nécessaire] mentionne ainsi le cothon, gobelet spartiate qui présente l'avantage, à l'armée, de cacher à la vue la couleur de l'eau et de retenir dans ses bords la boue qui peut s'y trouver. On utilise également la coupe à boire appelée kylix (à pied et large vasque), et dans les banquets, le canthare (coupe profonde à pieds) ou encore le rhyton (cornet à boire souvent plastique, c'est-à-dire à la panse moulée en forme de tête d'homme ou d'animal).

### Vin

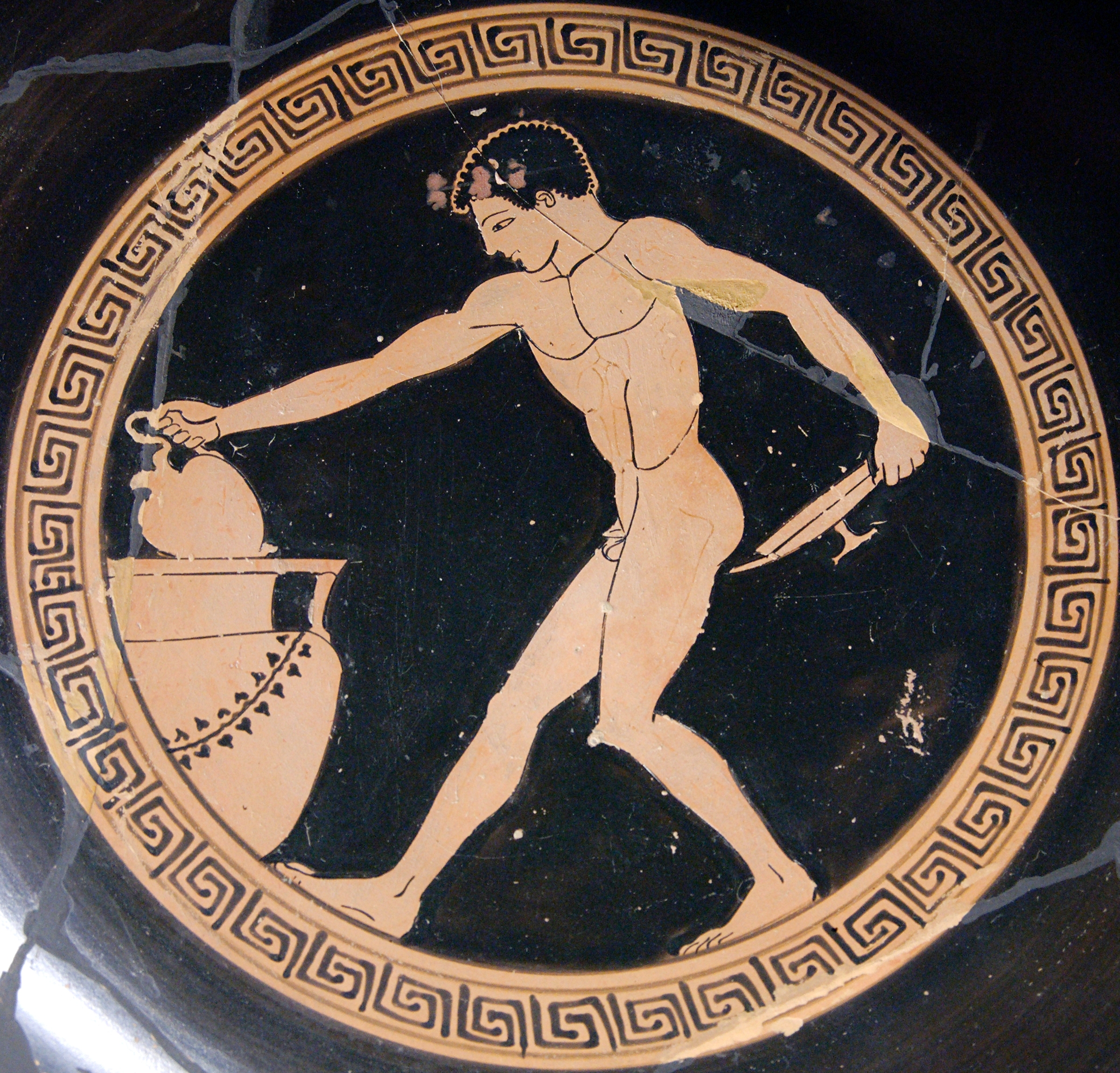
Banqueteur puisant dans un cratère grâce à une œnochoé pour remplir son cylix de vin, v. -490--480, musée du Louvre.

La Grèce découvre probablement la viticulture au cours des IVe et IIIe millénaires av. J.-C. Elle est bien attestée par des tablettes écrites en linéaire A et en linéaire B, qui évoquent des vignobles, des vignes associées avec des arbres ou des céréales, et des vins doux, passerillés ou miellés. Homère et Hésiode décrivent les travaux de la vigne comme des pratiques traditionnelles. Les Travaux et les Jours montrent ainsi le viticulteur vendangeant des grappes bien mûres, qu'il laisse sécher au soleil pendant dix jours pour concentrer les sucres ; la technique est utilisée jusqu'à l'époque d'Hippocrate et de Dioscoride,. Les grappes sont ensuite foulées dans des foulons portatifs puis pressées. Le moût est placé dans des pithoi, sorte de jarres rendues étanches à la poix, à demi-enterrées pour assurer une température stable, et laissées à fermenter pendant 10 à 30 jours. Les jarres sont ensuite bouchées jusqu'à la fin de l'hiver, ce qui correspond en Attique à la fête des Anthestéries.
Théophraste, auteur d’un Traité de l'ivresse, montre au IIIe siècle av. J.-C. dans Histoire des Plantes que le « thériclée » utilisé pour consommer le vin est un calice, lorsqu'il parle du térébinthe, expliquant que l'on ne peut distinguer ceux de térébinthe de ceux de terre. Selon Théophraste, c’est le potier de terre corinthien Thériclès, contemporain d'Aristophane, qui imagina cette sorte de récipient[source secondaire nécessaire]. À une époque reculée, antérieure à son époque, on ne versait pas l'eau sur le vin, mais le vin sur l’eau, afin d’user d’une boisson bien détrempée, de sorte qu’après en avoir bu, on fût moins avide de ce qui pouvait rester, et l'on en employait la plus grande partie au jeu du cottabe.
Le vin est vinifié aussi bien en rouge qu'en rosé et en blanc. Les cépages employés sont très nombreux : Pramnos, Maronée, Phanaios de Chios, biblin de Phénicie, psithia, mersitis, etc On trouve toutes sortes de productions, des grands crus en provenance de Thasos, de Lesbos, Chios ou encore Rhodes au vin de table, et même une piquette légère, rinçage à l'eau du marc de raisin mêlé de lie, réservée à la consommation personnelle du producteur. Phanias, ami et condisciple de Théophraste, a décrit une préparation du vin dans laquelle il faut verser une partie d'eau de mer sur environ cinquante de vin doux ; il devient « anthosmias ». Il ajoute que l'anthosmias est beaucoup plus fort avec du vin de jeune plant, mais on faisait aussi de l'anthosmias en écrasant du raisin qui commençait à peine à tourner[source secondaire nécessaire].
Le vin doit être vendu pur. Vendre du vin coupé est une fraude contre laquelle les Géoponiques donnent des astuces : il suffit de jeter dans le vin un objet léger comme un morceau de pomme ou de poire, ou une cigale : si le vin est pur, l'objet flotte. Le vin est généralement consommé coupé d'eau ; pur, il n'est pas recommandé pour un usage courant : il semble en effet que son degré alcoolique ait été plus élevé que le vin actuel. Ceux de Santorin, de Crète, de Messénie, d'Arcadie et d'Attique varient entre 13° et 15°, voire atteignent 17° pour les plus forts. Le vin est mélangé dans un cratère et puisé par les esclaves à l'aide d'œnochoés (cruches) pour être servi dans les kylix (coupes) des buveurs. Le vin peut également être aromatisé au miel, à la cannelle ou au thym. Élien mentionne également un vin mélangé de parfum,. On connaît également le vin cuit[source secondaire nécessaire] et, à Thasos, un vin qualifié de « doux ». Certains vins sont salés, comme à Lesbos, en ajoutant de l'eau de mer ou en faisant tremper les grappes séchées au soleil dans de l'eau de mer ; si le goût semble avoir été apprécié, il peut également s'agir d'un moyen pour empêcher le vin de tourner. On connaît également, à l'époque romaine, un ancêtre du retsina (vin additionné de résine de pin) et du vermouth[source secondaire nécessaire].
Le vin pur peut être en revanche employé comme médicament ; de manière générale, on prête au vin des vertus médicales étonnantes. Élien mentionne ainsi que le vin d'Héraia en Arcadie rend fous les hommes et les femmes fertiles ; inversement, un vin achéen aide les femmes désirant avorter[source secondaire nécessaire]. Hors de ces applications thérapeutiques, la société grecque réprouve la consommation de vin par les femmes. S'il faut en croire Élien, une loi de Massalia l'interdit même et prescrit aux femmes de ne boire que de l'eau. Sparte est la seule cité où les femmes boivent couramment du vin[réf. nécessaire].
Les vins réservés à un usage local sont stockés dans des outres de peau. Ceux destinés à la vente sont versés dans des pithoi (πίθοι / píthoi), grandes jarres en terre cuite. On les transvase ensuite dans des amphores enduites de poix, pour les vendre au détail. Les grands crus comportent des estampilles du producteur et/ou des magistrats de la cité afin de garantir leur origine (principe des appellations d'origine contemporaines)[réf. nécessaire].

### Cycéon et ptisane
Les Grecs boivent le cycéon, intermédiaire entre la boisson et la nourriture, gruau d'orge allongé d'eau et additionné selon les cas d'herbes, d'aromates, de laitage et de vin. Son nom vient de la nécessité de remuer (du verbe grec κυκάω) le mélange avant de l’absorber pour éviter la formation d’un dépôt de matières solides. Héraclite en fait le symbole de l'union des contraires rendue possible par le mouvement. Hippocrate en donne plusieurs recettes selon le régime désiré[source secondaire nécessaire]. Dans l’Iliade, la boisson préparée pour Machaon par Hécamédé est un cycéon comportant du fromage de chèvre râpé en plus de l'oignon[source secondaire nécessaire]. Dans l’Odyssée, Circé y ajoute du miel et un philtre magique[source secondaire nécessaire]. Dans l’Hymne homérique à Déméter, la déesse refuse du vin rouge mais accepte un cycéon composé d'eau, de farine et de menthe pouliot[source secondaire nécessaire]. Utilisé comme boisson sacrée dans les mystères d'Éleusis, le cycéon est aussi un breuvage populaire, surtout à la campagne : Théophraste montre dans ses Caractères[source secondaire nécessaire] un rustre ayant bu force cycéon et incommodant ses voisins par son haleine à l'Assemblée. La boisson est réputée pour ses vertus digestives : dans la comédie La Paix, le dieu Hermès la recommande au héros qui a abusé de fruits secs[source secondaire nécessaire]. Jean-Claude Ameisen en fait l'objet d'un numéro de son émission radiophonique Sur les épaules de Darwin.
La thèse de Wasson, Ruck et Hofmann est celle d'une composante psychédélique importante dans ce breuvage. Son pouvoir psychédélique est indiquée par la simultanéité des visions expérimentées par les participants lors de son usage au cours des Mystères d'Eleusis. Cette hypothèse est d'autant plus crédible que le breuvage est constitué d'orge qui, infecté, contient de l'ergot duquel est tiré un mélange d'alcaloïdes. C'est précisément à partir de ces molécules qu'Albert Hofmann a synthétisé le LSD.
La ptisane est une décoction d'orge mondée, filtrée ou non, qui sert de nourriture habituelle aux malades. Hippocrate la recommande plus particulièrement dans l'alimentation des patients atteints de maladies aiguës[source secondaire nécessaire].

## Goinfres, gourmets et cuisiniers
À l'époque archaïque et classique, la frugalité, imposée par les conditions physiques et climatiques grecques, est érigée en vertu. Les Grecs n'ignorent pas le plaisir que l'on peut prendre à se nourrir, mais celui-ci doit rester simple. Le campagnard Hésiode, cité plus haut[réf. incomplète], considère comme un festin de la viande grillée, du lait et des galettes, le tout à l'ombre par une belle journée. Encore le meilleur repas est-il celui qui est gratuit : « bombance sans écot n'est pas à laisser perdre », remarque le philosophe Chrysippe[source secondaire nécessaire].
La recherche culinaire et gastronomique est en revanche rejetée comme un signe de mollesse toute orientale : les Perses sont considérés comme décadents en raison de leur goût du luxe, qui se manifeste dans leur gastronomie. Les auteurs grecs se complaisent à décrire la table du Grand Roi achéménide et de sa cour : Hérodote, Cléarque de Soles, Strabon et plus encore Ctésias sont unanimes dans leurs descriptions[source secondaire nécessaire]. Au contraire, les Grecs se complaisent à souligner l'austérité de leur régime alimentaire. Plutarque[source secondaire nécessaire] raconte ainsi qu'un roi du Pont, curieux de goûter le fameux « brouet noir » spartiate, achète un cuisinier laconien. Il goûte le plat et le trouve très mauvais ; le cuisinier répond « Ô roi, pour goûter ce brouet, il faut s'être d'abord baigné dans l'Eurotas. » Selon Polyen[source secondaire nécessaire], Alexandre le Grand, en découvrant la salle à manger du palais royal perse, se moque de leur goût pour la nourriture et y voit la cause de leur défaite. Pausanias de Sparte, en découvrant les habitudes alimentaires du Perse Mardonios, aurait pareillement ridiculisé les Perses qui « ayant le moyen de vivre [ainsi], est venu attaquer [les Grecs] pour [leur] ravir ce dont [ils] viv[ent] ainsi misérablement »[source secondaire nécessaire].
Conséquence de ce culte affiché de la frugalité, la cuisine reste longtemps le domaine des femmes, qu'elles soient libres ou esclaves[réf. nécessaire]. Malgré tout, dès la période classique, la réalité semble ne pas correspondre totalement au tableau peint par les Grecs : on voit déjà mentionner des spécialistes de l'art culinaire[source secondaire nécessaire]. Élien et Athénée mentionnent les mille cuisiniers accompagnant, à l'époque de Clisthène, Smindyridès de Sybaris dans son voyage à Athènes — même si c'est pour stigmatiser sa « mollesse ». Platon mentionne ainsi « Théarion le cuisinier, Mithécos, l'auteur d'un traité sur la cuisine sicilienne, et Sarambos, le marchand de vins, trois éminents connaisseurs en gâteaux, en cuisine et en vins. » Certains cuisiniers écrivent des traités de cuisine.
Au fil du temps, de plus en plus de Grecs se présentent comme gourmets. Élien explique ainsi : « à Rhodes, celui qui fait grand cas des poissons et les apprécie et qui dépasse tout le monde en gourmandise est, dit-on, loué par ses concitoyens comme un noble esprit. » À la période hellénistique puis romaine, malgré les revendications de frugalité, les Grecs — du moins les riches — ne se montrent guère plus austères qu'ailleurs[réf. nécessaire].

## Régimes alimentaires particuliers

### Le végétarisme

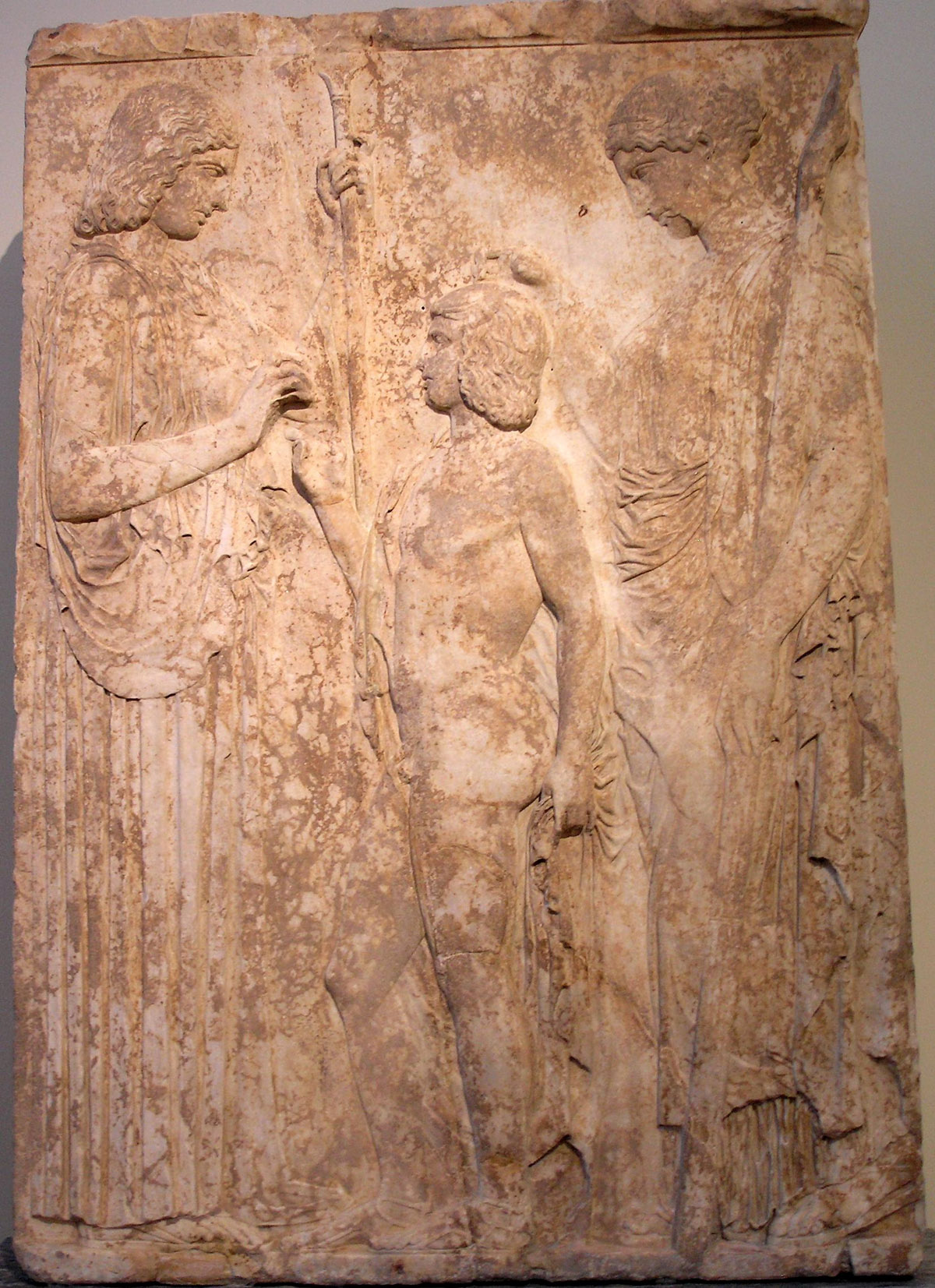
Triptolème recevant des épis de blé de Déméter est béni par Coré, relief du, Musée national archéologique d'Athènes.

L'orphisme et le pythagorisme, deux courants religieux et philosophiques grecs, ont proposé un mode de vie différent, fondé sur l'idée de pureté et donc de purification (κάθαρσις / kátharsis) — c'est au sens propre une ascèse : ἄσκησις / áskêsis signifie d'abord un exercice, puis un mode de vie particulier. Dans ce cadre, le végétarisme est un élément central de l'orphisme et d'un certain nombre de variantes du pythagorisme[réf. nécessaire].
L'enseignement de Pythagore (VIe siècle av. J.-C.) est plus difficile à cerner. Les auteurs de la Comédie moyenne, comme Alexis ou Aristophon, décrivent des pythagoriciens strictement végétariens, certains subsistant même au pain et à l'eau[réf. nécessaire]. Cependant, d'autres traditions se contentent d'interdire la consommation de certains légumes, comme la fève, d'animaux sacrés comme le coq blanc, ou même seulement certaines parties d'animaux. En outre, même des pythagoriciens mangent de la viande de temps à autre dans le cadre des banquets sacrificiels, afin d'obéir à leurs devoirs religieux : « c'est uniquement dans les animaux qu'il est permis de sacrifier que l'âme de l'homme ne peut pas pénétrer ; c'est pourquoi il faut manger les animaux du sacrifice, si nécessaire, et jamais les autres ».
Empédocle condamne la consommation de viande et adopte une position proche du végétarisme moderne. On la justifie souvent par la croyance en la transmigration des âmes et la justice que l'on doit aux créatures : « Jeûnez de la méchanceté ! »[source secondaire nécessaire]. L'âme de chacune des créatures, humaines, animales ou végétales, passe d'un corps à un autre, de la mort à la naissance et de la naissance à la mort, pour se purifier. On a fait observer qu'Empédocle aurait dû également refuser de manger des végétaux, puisqu'il croit que son âme s'est déjà incarnée en buisson : Eric Robertson Dodds voit dans le végétarisme une conséquence de l'« antique horreur du sang versé » : Orphée enseigne de ne pas verser le sang. D'autres contestent l'attribution à Empédocle de la doctrine de la métempsycose, et lient son végétarisme à la doctrine suivant laquelle tous les êtres vivants sont parents : il faut donc ne manger que les fruits des plantes à maturité. Le sacrifice aux dieux devient symbolique : « Empédocle, qui était pythagoricien, et ainsi ne mangeait de rien qui eût une vie, fit, avec de la myrrhe, de l'encens et d'autres aromates précieux, un bœuf qu'il distribua à toute l'assemblée des jeux Olympiques »[source secondaire nécessaire].
Par la suite, le végétarisme et l'idée de pureté restent étroitement associés, et souvent accompagnés par une abstinence sexuelle[réf. nécessaire]
Dans son Manger la chair, Plutarque (Ier-IIe siècles apr. J.-C.) reprend la thématique de la barbarie du sang versé et, renversant le débat habituel, somme l'homme zoophage de justifier son choix[source secondaire nécessaire]. Le néoplatonicien Porphyre de Tyr (IIIe siècle), dans son De l'abstinence, rattache le végétarisme aux Mystères crétois et recense les végétariens du passé en commençant par Épiménide, selon qui c'est Triptolème, à qui Déméter a confié le blé pour apprendre l'agriculture à l'humanité, qui est à l'origine du végétarisme : ses trois commandements sont « honore tes parents », « honore les dieux par des fruits » et « épargne les animaux »[source secondaire nécessaire].

### La diète des malades
Les médecins grecs s'accordent sur la nécessité d'une diète particulière pour les malades, mais le consensus s'arrête là. Dans son Régime des maladies aiguës, Hippocrate rapporte que la ptisane est souvent utilisée, parce qu'elle est facile à absorber et qu'elle est réputée calmer la fièvre. Cependant, certains l'administrent épaisse, avec ses grains d'orge, tandis que d'autres la prescrivent filtrée des grains d'orge. D'autres encore n'autorisent que les boissons jusqu'au septième jour, puis passent à la ptisane et enfin, certains interdisent toute forme de nourriture solide tout au long de la maladie[source secondaire nécessaire].
Les prescriptions d'Hippocrate sont elles-mêmes évaluées de manière diverse : certains médecins accusent le grand médecin de faire jeûner les malades ; au contraire, d'autres lui reprochent de trop les nourrir. À l'époque hellénistique, l'alexandrin Érasistrate fait grief aux disciples d'Hippocrate de contraindre les malades à ne boire qu'un peu d'eau, sans prendre de nourriture : c'est en fait la doctrine des méthodistes, qui ordonnent une diète stricte pendant les 48 premières heures de la maladie. Inversement, un certain Pétronas recommande de manger du porc rôti et de boire du vin pur.

### Les régimes des athlètes
S'il faut en croire Élien, le premier athlète à s'être soumis à un régime alimentaire particulier est Iccos de Tarente, un athlète du Ve siècle av. J.-C.[source secondaire nécessaire]. Platon confirme qu'il suit un régime très strict, l'expression « repas d'Iccos » devenant proverbiale[source secondaire nécessaire]. Pourtant, Milon de Crotone, champion olympique de lutte, est déjà réputé avaler 7,5 litres de vin, 9 kilos de pain et autant de viande par jour[source secondaire nécessaire]. Avant lui, les athlètes de l'époque classique observent un régime à base d'aliments secs (ξηροφαγία / xêrophagía) composé de figues sèches, de fromage frais,, de noix, et de pain. Le vin leur était interdit. Pythagore (soit le philosophe, soit un maître de gymnastique) est le premier à proscrire aux athlètes de manger de la viande[source secondaire nécessaire].
Par la suite, les entraîneurs appliquent une sorte de régime standard : pour prétendre au titre olympique, « on doit suivre une diète particulière, ne pas prendre de desserts (…) ; on ne peut pas boire d'eau glacée ni prendre un verre de vin quand on veut[source secondaire nécessaire]. » Ce régime semble reposer sur une consommation importante de viande[source secondaire nécessaire] : Pausanias évoque un « régime carné. » Le médecin Galien reproche aux sportifs de son temps de « toujours se gaver de viandes saignantes[source secondaire nécessaire]. » Pour lui, ce régime alimentaire conduit à un épaississement de la chair et donc l'extinction de la chaleur innée du corps, à terme à la mort de l'athlète. Au contraire, il estime que le régime diététique doit être adapté à chaque sportif et prescrit par un médecin hygiéniste,.